# Видумська сільська рада
Видумська сільська рада — колишня адміністративно-територіальна одиниця та орган місцевого самоврядування в Пулинському (Червоноармійському) районі, Житомирській міській раді Волинської округи, Київської та Житомирської областей УРСР з адміністративним центром у селі Видумка.

## Населені пункти
Сільській раді на момент ліквідації були підпорядковані населені пункти:
- с. Видумка

## Населення
Кількість населення ради, станом на 1931 рік, складала 1 022 особи.

## Історія та адміністративний устрій
Утворена 27 жовтня 1926 року як німецька національна, відповідно до наказу Волинського ОВК «Про утворення нових національних селищних та сільських рад, поширення мережі українських сільрад та перейменування існуючих сільрад у національні», в складі колоній Бабичівка та Видумка Бабичівської й Неборівської сільських рад Пулинського району Волинської округи. 28 березня 1928 року до складу ради включено кол. Юстинівка Юлянівської сільської ради Пулинського району. 17 жовтня 1935 року, відповідно до постанови ЦВК СРСР «Про розформування Мархлевського і Пулинського районів і про утворення Червоноармійського району Київської області», Пулинський район було ліквідовано, сільську раду передано в підпорядкування Житомирській міській раді Київської області. 14 травня 1939 року сільська рада була включена до складу Червоноармійського району Житомирської області. На 1 жовтня 1941 року колонії Бабичівка та Юстинівка зняті з обліку населених пунктів.
Станом на 1 вересня 1946 року сільрада входила до складу Червоноармійського району Житомирської області, на обліку в раді перебувало с. Видумка.
11 серпня 1954 року, відповідно до указу Президії Верховної ради УРСР «Про укрупнення сільських рад по Житомирській області», сільську раду було ліквідовано, територію та с. Видумка включено до складу Бабичівської сільської ради Червоноармійського району Житомирської області.